# گروتمان
گروتمان (فارسی میانه:garōdmān؛ اوستایی:garō-nmāna) که در ثبت پازند به صورت گروتمان نوشته شده است و از دو کلمه گَرو بمعنی «سرود و نیایش» و نمانَ بمعنی «خانه» تشکیل شده است و مفهوم «خانه نیایش» یا «خانه سرود» را می‌رساند. آن را روشنی بی پایان نیز نامیده‌اند.
بنا به عقاید زرتشتی گروتمان بالاترین طبقه بهشت و پنجمین طبقه آسمان است که بالاتر از ماه‌پایه و پایینتر از مکان امشاسپندان قرار گرفته و جایگاه خورشید و کاخ نور است. آتش برزیسوه در گروتمان آفریده شد و روان پرهیزگاران سه روز پس از مرگ و بعد از گذر از پل چینود به آن خواهد رفت.